# Sherlock Holmes (bande dessinée Soleil)
Pour les articles homonymes, voir Sherlock Holmes (homonymie).
Sherlock Holmes est une série de bande dessinée française écrite par Jean-Pierre Croquet et dessinée par Benoît Bonte mettant en scène détective homonyme créé par Arthur Conan Doyle. Il s'agit d'histoires originales.
Les deux auteurs ont d'abord réalisé une histoire publiée en 1997 dans la collection « BDétectives » de Lefrancq. Celle-ci a été rééditée en 2000 par Soleil et suivie par quatre nouvelles histoires jusqu'en 2002.

## Albums
1. Sherlock Holmes t. 7 L’Étoile sanglante, Lefrancq, coll.  « BDétectives » 1997  (ISBN 2-87153-406-3). Réédité en 2000 par Soleil  (ISBN 2-87764-980-6).
2. La Folie du colonel Warburton, Soleil, 2000  (ISBN 2-87764-981-4).
3. L’Ombre de Menephta, Soleil, 2000  (ISBN 2-84565-025-6).
4. Le Secret de l’île d’Uffa, Soleil, 2001  (ISBN 2-84565-191-0).
5. Le Vampire du West End, Soleil, 2002  (ISBN 2-84565-388-3).

### Lien web
- « Sherlock Holmes (Croquet/Bonte) », sur bedetheque.com.